# 競秀区
競秀区（きょうしゅう-く）は中華人民共和国河北省保定市に位置する市轄区。

## 行政区画
- 街道:先鋒街道、新市場街道、東風街道、建南街道、韓村北路街道
- 鎮:大激店鎮
- 郷:頡荘郷、富昌郷、韓村郷、南奇郷